# Primicer
Primicer (llatí: primicerius; grec: πριμικήριος, primikírios) fou un títol emprat durant el baix imperi i l'Imperi Romà d'Orient per referir-se als caps de departaments administratius. L'Església també el fa servir en referència als caps de diversos col·legis.
El seu origen etimològic rau en primus in cera, és a dir, el primer nom que apareix en una llista de funcionaris, que se solia escriure en una tauleta de cera.

## Ús civil i militar

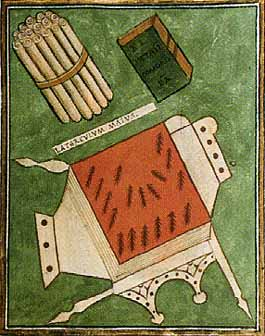
Il·lustració dels atributs del primicer dels notaris en la Notitia Dignitatum

Des del seu origen en la cort del dominat hi havia diversos primicers. En la cort, hi havia el primicer de la cambra sacra, que gestionava el dormitori de l'emperador i gairebé sempre era un eunuc. La dignitat també era concedida a funcionaris de la cort en combinació amb altres càrrecs vinculats a la figura imperial, com ara el secretari del departament especial i el vestiari. Altres primicers administraven els departaments del palau, incloent-hi els notaris.
En l'exèrcit romà tardà, el primicer era un càrrec inferior al tribú i superior al senador. Estan particularment ben documentats en unitats associades a la cort imperial, sobretot les guàrdies imperials. Així doncs, entre els segles iv i vi hi hagué els primicers dels protectors domèstics i de les escoles palatines, així com primicers responsables de les fàbriques d'armes, que queien sota la jurisdicció del mestre dels oficis, igual que les escoles. El personal dels comandants militars regionals (duxs) i algunes unitats militars regulars també tenien primicers. En l'Imperi Romà d'Orient sota la dinastia dels Comnens hi havia primicers al capdavant dels regiments palatins dels manglabites, bardariotes, vestiarites i varegs.
A la darreria del segle xi fou establerta la dignitat de gran primicer (megas prim[m]ikírios), que ocupà un lloc molt alt en la jerarquia de la cort fins ben entrada l'època dels Paleòlegs i que feia de mestre de cerimònies. Els primicers continuaren existint a l'Imperi Romà d'Orient i el Despotat de Morea fins a la seva caiguda en mans dels otomans.

## Ús eclesiàstic

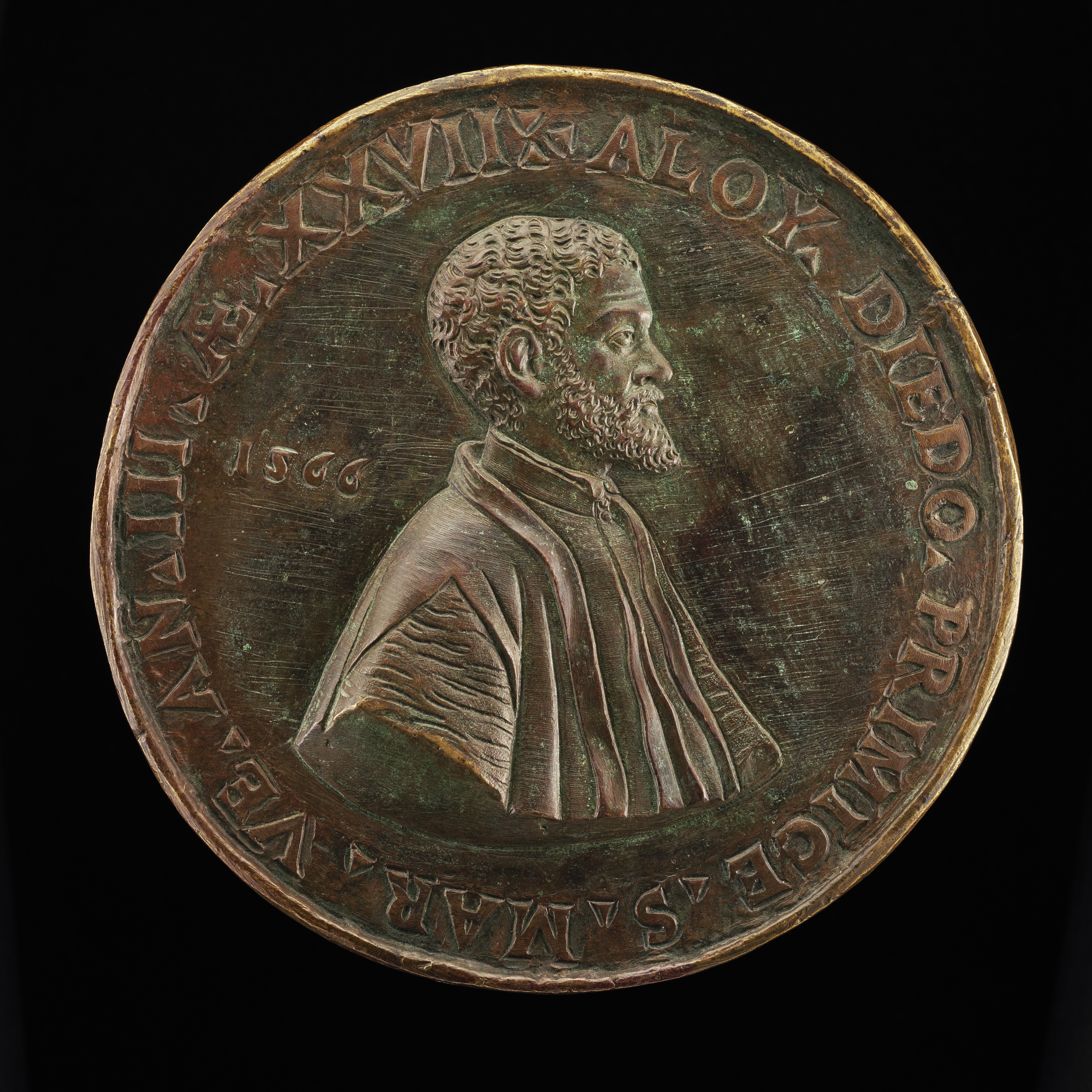
Medalla amb l'efígie d'Alvise Diedo, primicer de la basílica de Sant Marc (1563)

En el context eclesiàstic, el terme es referia als caps dels col·legis dels notaris i dels defensors, que ocupaven un lloc important en l'administració de l'Església Romana en l'antiguitat tardana i l'alta edat mitjana.
Quan els clergues joves es congregaren en escoles per formar-los per al servei eclesiàstic en els diversos districtes del cristianisme occidental (a partir del segle v o el segle vi), els directors d'aquestes escoles també reberen el títol. Així doncs, una inscripció de Lió de l'any 551 esmenta un tal «Stephanus primicerius scolae lectorum servientium in ecclesia Lugdunensi». Isidor de Sevilla comenta les obligacions del primicer del baix clergat en la seva Epístola a Ludefred. El primicer també exercia certes competències en la direcció de les funcions litúrgiques.
En la regulació de la vida comuna del clergat en les esglésies col·legials i les catedrals, segons la regla de Crodegang i els estatuts d'Amalari de Metz, el primicer és el primer capitular que ve després de l'ardiaca i l'arxipreste. Controlava el baix clergat i dirigia les funcions litúrgiques i el cant. Així doncs, el primicer esdevingué un dignatari especial de molts capítols en un desenvolupament gradual a partir del càrrec de l'antic primicer de l'escola dels cants o dels lectors.
En l'Església Ortodoxa, el títol es referia als caps dels col·legis dels notaris i tabularis de la burocràcia eclesiàstica, així com als lectors, cantors, etc. en cap d'una església.
En l'Església Ortodoxa Russa moderna, el mot примикирии (primikiri) es reserva per a un clergue de la primera volada (de vegades un lector o sotsdiaca) que sosté una torxa o una espelma davant del bisbe que celebra la missa. Generalment, va al davant en les processions pontificals, cosa que podria explicar aquesta derivació de la paraula (en aquest cas, la segona part de la paraula es refereix a la cera d'una espelma, no a la cera d'una tauleta).